# Лидертафель
Ли́дертафель (нем. Liedertafel, от Lied — песня и Tafel — стол) — немецкое мужское хоровое любительское сообщество, состоящее из певцов, поэтов и композиторов. Лидертафели появились в начале XIX века в Северной Германии, сначала в Берлине (под руководством Карла Фридриха Цельтера), а затем в других городах, в том числе в Швейцарии, Австрии.
Лидертафель носил характер товарищеского кружка, члены которого называли друг друга «братьями» (нем. Liederbrüder). Особое значение имел патриотический характер объединения.
Во второй половине XIX века многочисленные лидертафели объединяются в певческие союзы. Центральной организацией является Немецкий певческий союз (нем. Deutscher Sängerbund).